# Humbert I. (Savoyen)

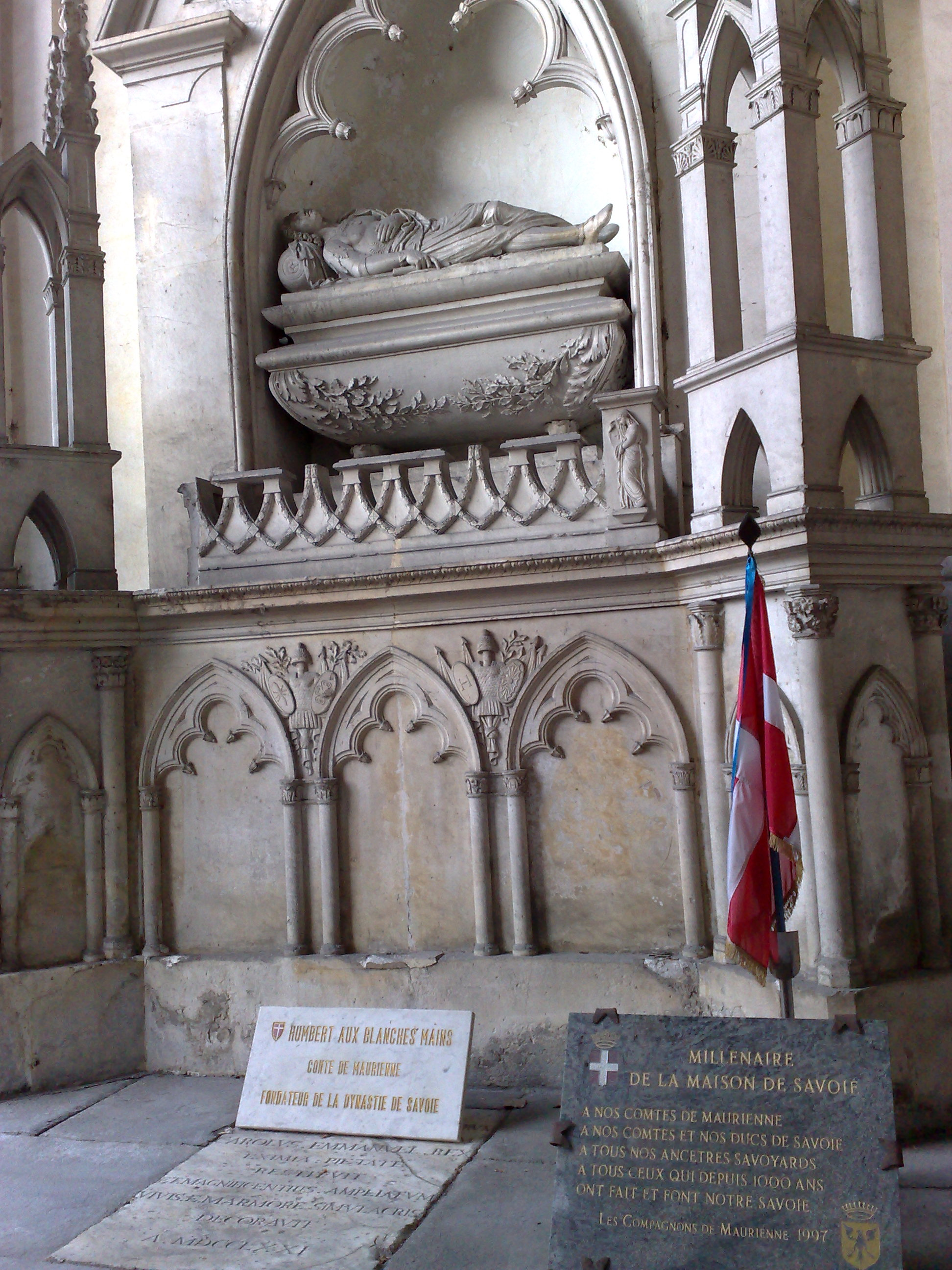
Das Grabmal Humbert I. in der Kathedrale von Saint-Jean-de-Maurienne

Humbert I. von Savoyen (* um 980; † um 1048), genannt Humbert mit den weißen Händen oder Humbert Weißhand (französisch Humbert-aux-Blanches-Mains, italienisch Umberto Biancamano) war der Sohn von Amadeus, dem Grafen von Maurienne oder Belley. Humbert wird als Stammvater des Hauses Savoyen angesehen.

## Leben
Humbert heiratete Ansilia, auch Anzilla oder Ancilla, eine Tochter des Grafen Anselm III. von Lenzburg im Kanton Aargau. 1032/33 erkannte er sofort die Oberherrschaft von Kaiser Konrad II. über das Königreich Burgund an, dieser gewährte ihm Rechte in Maurienne und im Chablais (Regionen in der heutigen Haute-Savoie, Frankreich).
Aus der Ehe mit Ansilia entsprangen vier Kinder:
- Amadeus I. (1016–1051), der seine Nachfolge antrat
- Aymon, auch Aimo oder Haimon (1015–1053/54) wurde Bischof von Sitten in der Grafschaft Wallis (1040–1053) sowie Abt von St-Maurice-d’Agaune (ab 1050)
- Burkhard III. († 1068) wurde Erzbischof von Lyon (1031–1036)
- Otto oder Odo (1021–1059/60) trat nach dem Tode seines Bruders Amadeus die Regentschaft über Savoyen an.